# Министерство иностранных дел Израиля
Министерство иностранных дел (МИД) Израиля (ивр. משרד החוץ‎; араб. وزارة الخارجية‎; Мисрад ха-Хуц) — одно из наиболее важных министерств в израильском правительстве. Министерство отвечает за реализацию внешней политики Израиля, поощрение экономических, культурных и научных связей с другими странами.
Министерство иностранных дел располагается в комплексе правительственных зданий в районе Гиват-Рам, Иерусалим. Министерство возглавляет Гидеон Саар.

## История
В первые месяцы 1948 года, когда правительственные учреждения будущего государства Израиль только формировались, МИД располагался в здании в заброшенной деревне темплеров Сарона на окраине Тель-Авива. Ответственным за внешние связи был назначен Моше Шарет, ранее возглавлявший политический отдел Еврейского агентства.

## Дипломатические отношения
На  2020 год Израиль поддерживает дипломатические отношения со 160 странами и имеет 107 дипломатических миссий, в том числе 77 посольств, 20 генеральных консульств и 5 специальных миссий: миссия при Организации Объединённых Наций (Нью-Йорк), миссии при учреждениях ООН в Женеве, в Париже, в Вене и посол при Европейском сообществе (Брюссель).
В октябре 2000 года, после начала 2-й интифады, Марокко, Тунис и султанат Оман закрыли израильские представительства в своих странах и приостановили отношения с Израилем. Нигер, восстановивший дипломатические отношения с Израилем в ноябре 1996 года, прервал их в апреле 2002 года. Венесуэла и Боливия прервали дипломатические отношения с Израилем в январе 2009 года в результате операции «Литой свинец» против ХАМАСа в Газе.

## Подразделения
В составе МИД работают следующие подразделения:
- Консульский отдел
- Протокольный отдел
- Отдел обучения и повышения квалификации персонала министерства
- Юридический советник
- По связям с Африкой
- По связям с Египтом
- По научным и культурным связям
- По экономическим связям
- Информации и СМИ
- МАШАВ: центр интернационального сотрудничества
- По связям с еврейской диаспорой

## Здание министерства
Проект нового здания МИДа, расположенного в правительственном комплексе в районе имени Бен-Гуриона возле кнессета, был разработан иерусалимскими архитекторами Колкером и Эпштейном в сотрудничестве с канадской фирмой «Diamond, Donald, Schmidt & Co.» (Торонто). В июне 2001 года проект здания был удостоен приза «Королевского института архитекторов» Канады.